# 唐堀山
唐堀山（からほりやま）は、富山県富山市と岐阜県飛騨市にまたがる飛騨高地の山。標高は1159m。山の中腹に「上の池」などの池が複数あるのが特徴。山頂は比較的広々とした平坦地となっている。

## 概要
山の中腹には、「上の池」「中の池」「下の池」といった池が複数存在する。山頂は比較的平坦地が広い。
唐堀山北方尾根の約3km先にには西新山、東方尾根の約2km先には大高山がある。
源流の川-猪谷川（神通川の支流。）

## 地形
山頂の山頂傾斜は白木峰と類似し、高原状の小起伏面を成す。非火山の地質であることから、白木峰や金剛堂山と同じ隆起準平原と見られる。ただし、唐堀山山頂はブナ林が広がっており、湿原が広がる白木峰とは植生は著しく異なる。
主に雑多な石英長石質片麻岩からなるが、一般に角閃石に富んだ岩石が多いのが特徴で、角閃石片麻岩や角閃石黒雲母片麻岩が広く分布している。また、黒雲母片麻岩及びごく少量の珪線石ざくろ石黒雲母片麻岩、石灰岩、単斜輝石片麻岩などを伴う。

## 山名の由来
「唐堀」とは、窪んでいるものという意味があり、この山の中腹に複数の池のくぼ地があることからこの地名になったとされている。。

## 生態
山頂はブナの巨木が多くあるほか、チシマザサが自生する。広大な湿原のある白木峰と地質も山頂起伏も似るが、標高や季節風の当たり方の差により、植生は著しく異なっている。

## 登山
加賀沢集落からの登山道が存在する。